# Luta Livre

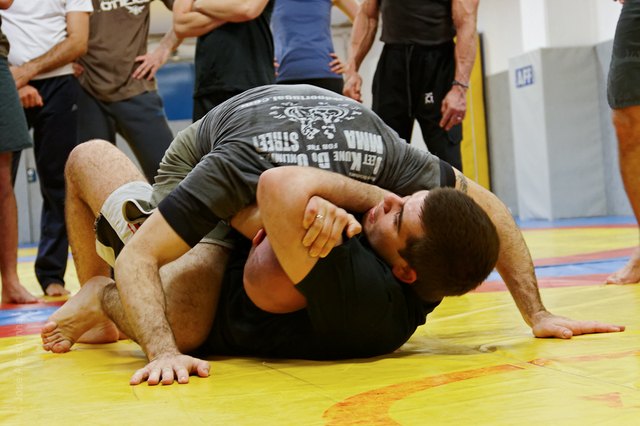
Zwei Lutadores des Luta Livre in Aktion.

Luta Livre (portugiesisch Luta ‚Kampf‘ und livre ‚frei‘) ist eine brasilianische Kampfsportart. Sie wird wie Judo, Ringen, Sambo und Brazilian Jiu-Jitsu zu den Grappling-Disziplinen gezählt, die sich durch ihre Erfolge im Rahmen der Mixed-Martial-Arts-Wettkämpfe in jüngerer Vergangenheit einer gesteigerten Beliebtheit erfreuen. Wörtlich übersetzt bedeutet Luta Livre „freier Kampf“, ist aber eigentlich ein feststehender Begriff für Wrestling, was auf seine Wurzeln im englischen Catch Wrestling zurückzuführen ist.

## Geschichte
Als Begründer des Luta Livre gilt Euclydes „Tatu“ Hatem, welcher Ende der 1920er Jahre begann, in Rio de Janeiro seine Variante des Catch Wrestling zu unterrichten. Mit ihrem auf Bodenkampf und Aufgabegriffen fokussierten Kampfstil feierten Tatu und seine Schüler große Erfolge in Vale-Tudo-Wettkämpfen. Dort entwickelte sich schnell eine intensive Rivalität zum Brazilian Jiu-Jitsu (BJJ), das auf ähnlichen Prinzipien basierte, jedoch vor allem von Angehörigen der Oberschicht betrieben wurde, welche Luta Livre als Kampfsport der Unterschicht ansahen. Seit den 1990er Jahren nahm die einst erbitterte Feindschaft durch die Internationalisierung des Brazilian Jiu-Jitsu jedoch deutlich ab. 1995 wurde Luta Livre durch Daniel D’Dane nach Deutschland gebracht, wo es insbesondere in Nordrhein-Westfalen bis heute große Verbreitung findet. Im Gegensatz zum BJJ wird im Luta Livre ohne Keikogi trainiert und ein starker Fokus auf Beinhebel (Leglocks) gelegt.

## Varianten

### Luta Livre Esportiva
Luta Livre Esportiva beinhaltet ausschließlich Grappling-Techniken, also Takedowns, Würgegriffe, Armhebel und Beinhebel. Schläge und Tritte sind nicht erlaubt.

### Luta Livre Vale Tudo
Luta Livre Vale Tudo beinhaltet zusätzlich Schläge, Tritte, Ellbogen- und Kniestöße, und umfasst somit das komplette Arsenal des modernen MMA-Sports.

## Graduierungen
Die Graduierung bzw. das Können im Luta Livre wird durch die Farbe des Gürtels deutlich – dies ist angelehnt an das Kyū und Dan-System, welches durch Kanō Jigorō, Gründer des Kodokan-Judo, Verbreitung fand. 
Die Graduierungen werden in den Farben Weiß, Gelb, Orange, Blau, Lila, Braun und Schwarz vergeben, wobei das Tragen des Gürtels beim Training optional ist. Bekannte Schwarzgurtträger sind unter anderem Rousimar Palhares, José Aldo, Andreas „Andyconda“ Schmidt Adrian Rouzbeh und Murilo Bustamante.